# (1909) Alekhine
Pour les articles homonymes, voir Alekhine.
(1909) Alekhine (désignation internationale (1909) Alekhin ; désignation provisoire 1972 RW2) est un astéroïde de la ceinture principale découvert le 4 septembre 1972 par Lioudmila Jouravliova à l'observatoire d'astrophysique de Crimée, en Ukraine. 
Il a été nommé en hommage à Alexandre Alekhine, champion du monde d'échecs.